# Elisabeth Hablik-Lindemann

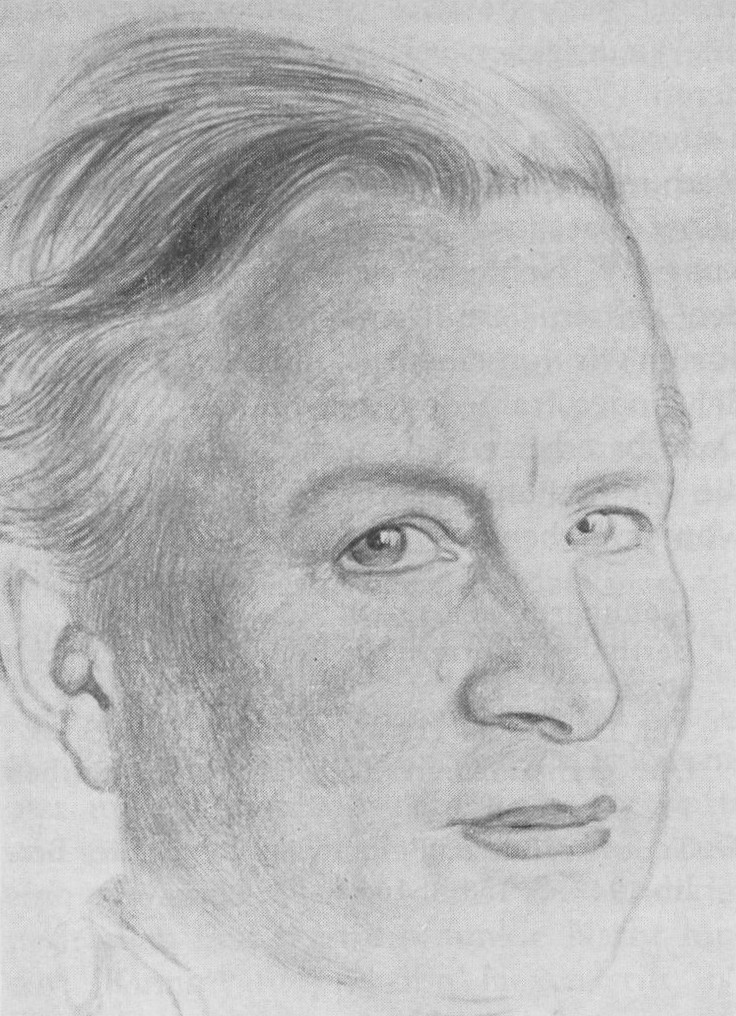
Elisabeth Hablik-Lindemann, Zeichnung von Wenzel Hablik, 1930

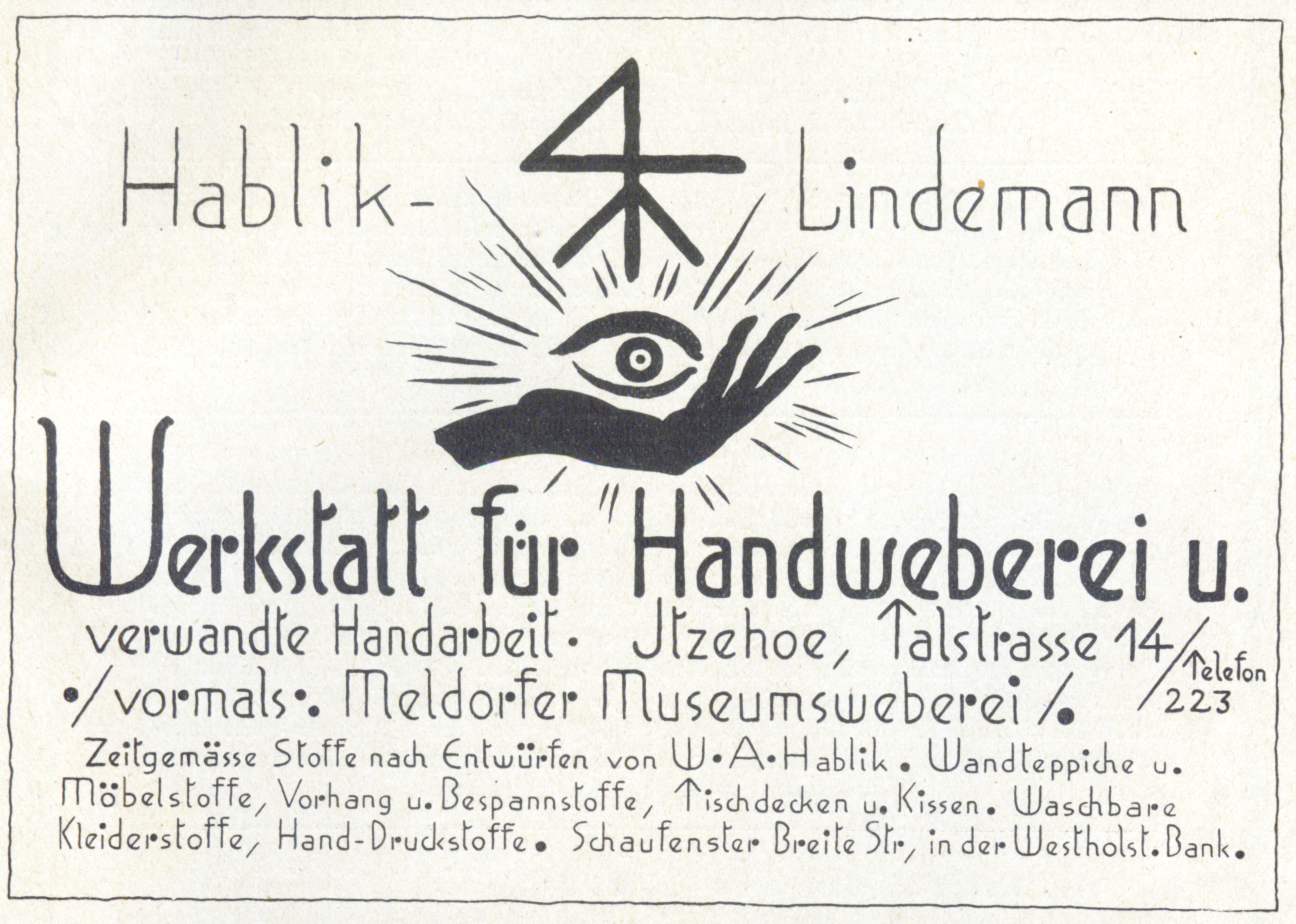
Werbeanzeige für die Werkstatt für Handweberei von Elisabeth Hablik-Lindemann

Abeline Elisabeth Hablik-Lindemann (* 23. August 1879 in Westerwohld als Abeline Elisabeth Lindemann; † 15. August 1960 in Itzehoe) war eine deutsche Kunstgewerblerin, Handwebmeisterin und Bildwirkerin.  

## Leben und Wirken
Elisabeth Lindemann war eine Tochter des Landtagsabgeordneten Otto Lindemann (1849–1924) und dessen Ehefrau Anna Margarethe Lindemann, geborene Dorn (1857–1916). Vom 18. bis zum 21. Lebensjahr besuchte sie eine Zeichenschule in Dresden und erhielt eine Ausbildung als Musterzeichnerin. 1900/1901 lernte sie im Privatatelier von Fritz Kleinhempel und arbeitete anschließend bis 1902 im Entwurfsatelier für Handarbeiten bei der Firma Anna Kühn. Danach ging sie zurück in ihre Geburtsstadt und zog von dort nach Schweden. Hier besuchte sie die von Agnes Branting (1862–1930) geführte Weberschule „Handarbetets vänner“.

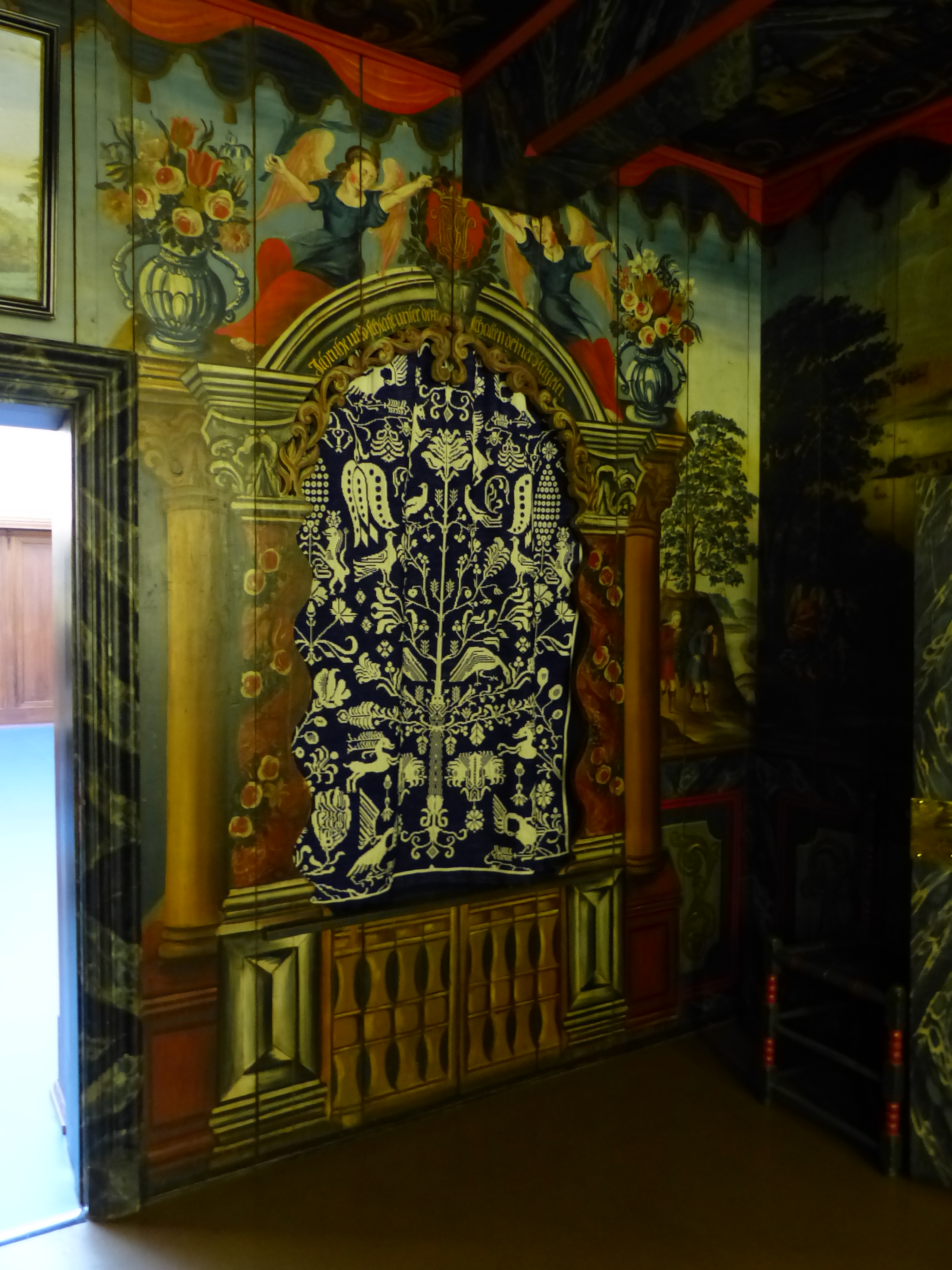
Historische Bauernstube (1921/22) im Altonaer Museum mit handgewebtem Behang aus Lindemanns Weberei

1902 gründete Lindemann eine Museumsweberei in Meldorf, die sie ab 1908 als Unternehmen unabhängig vom Museum führte. Am 10. Juni 1917 heiratete sie den Künstler Wenzel Hablik, mit dem sie zwei Töchter hatte. Anschließend zog das Paar nach Itzehoe, wo sie wohnten und arbeiteten. Ihr Geschäft führte sie dort als Handweberei Hablik-Lindemann weiter. Während des Ersten Weltkriegs handelte es sich um ein kleines Unternehmen, das schnell internationale Bekanntheit erlangte.
1912 wurde Hablik-Lindemann in den Deutschen Werkbund berufen. Als Weberin versuchte sie, die traditionellen Webtechniken durch unkonventionelle Farbwahl und Muster dem Zeitgeschmack nahezubringen, und Stoffe herzustellen, die höchsten Ansprüchen genügten. Es gelang ihr dabei, schöpferisch kreativ zu arbeiten und dies mit dem Sinn für das Praktische zu verbinden. Ihre Werkstatt hatte entscheidenden Anteil daran, dass das deutsche Weberhandwerk neues Ansehen gewann. Sie galt in Fachkreisen als „Mutter der Handweberei“.

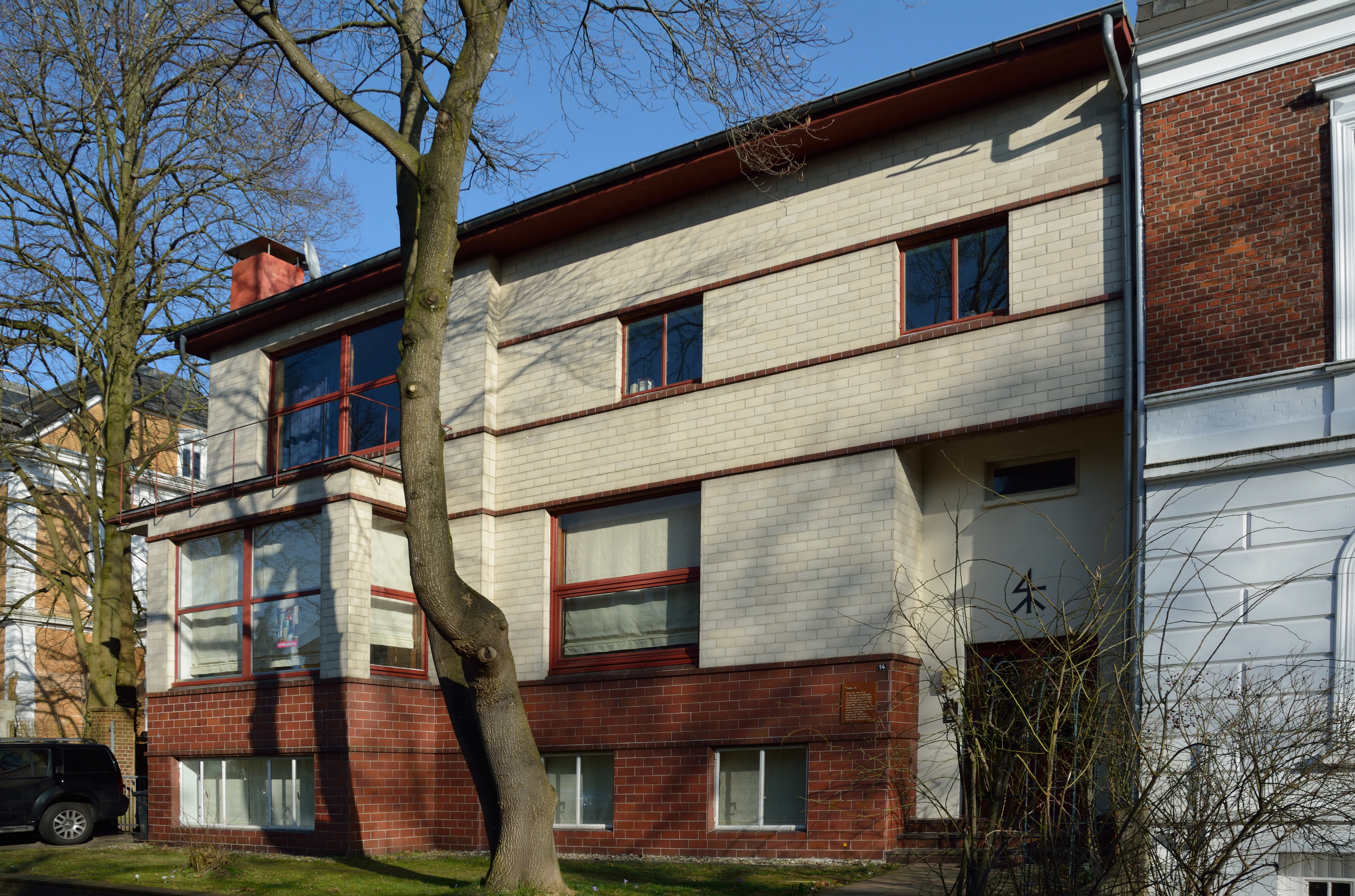
Hablik-Villa in Itzehoe, 2014

Elisabeth Hablik-Lindemann starb am 15. August 1960 in Itzehoe und wurde auf dem privaten Waldfriedhof ihrer Familie in Nordhastedt neben ihrem Ehemann bestattet. Das nach ihrem Ehemann benannte Wenzel-Hablik-Museum widmete ihr 2009 eine Ausstellung.
Ihre Tochter brachte die Werkstatteinrichtung in den Sri Aurobindo Ashram in Puducherry, wo sie als Hablik Handicraft weiterhin Entwürfe von Elisabeth Hablik-Lindemann produzierte.

## Ehrungen
Für ihre Verdienste erhielt Elisabeth Hablik-Lindemann das Bundesverdienstkreuz I. Klasse. Außerdem bekam sie den Goldenen Ehrenring der Handweber verliehen.